# Хептан
Хептан (такође познат и под називом дипропил метан или хептил хидрид) је угљоводоник из групе алкана са молекулском формулом . Постоји девет изомера хептана:
- н-Хептан
- 2-Метил хексан
- 3-Метил хексан
- 2,2-Диметил пентан
- 2,3-Диметил пентан
- 2,4-Диметил пентан
- 3,3-Диметил пентан
- 3-Етил пентан
- 2,2,3-Триметил бутан

Изомер н-хептан се може наћи у нафти. Он је веома запаљив, и у додиру са ватом изазива експлозију.